# Jenny Almsenius
Jenny Linnéa Carola Almsenius, född 1984 i Göteborg, är en svensk sångare och låtskrivare. Hon började turnera 2006 och framträdde 2010 bland annat på Visfestivalen i Västervik. Almsenius är sedan 2012 bosatt i Stockholm.

## Biografi
Jenny Almsenius växte upp och gick gymnasiet i Varberg och har därefter bott och verkat som musiker i Göteborg och Stockholm. Sedan 2006 uppträder och turnerar hon i Sverige och Norge. Hon sjunger, spelar munspel och skriver egna låtar, men tolkar även andras sånger.
Almsenius studerade som privatelev för sångpedagogen Torsten Föllinger från 2004 till dennes död 2010.
Den självbetitlade EP:n Jenny Almsenius släpptes hösten 2007, i egen utgivning.
Under 2010 turnerade Almsenius med Petter Eriksson (bas) och Martin Abrahamsson (gitarr) i Musik i Västs regi. Bland annat uppträdde hon för första gången på Visfestivalen i Västervik.
Den 10 mars 2011 släpptes Almsenius första fullängdsalbum Sånt som brinner på skivbolaget Playground Music. All text och musik är skriven av Jenny Almsenius. Medverkande musiker är, förutom Almsenius själv, Martin Abrahamsson, Petter Eriksson, Matti Ollikainen, Esbjörn Hazelius, Lovisa Samuelsson, Mårten Magnefors, Mats Bjarki Gustavii, Lina Langendorf, Stefan Wingefors och Johan Håkansson.
Den 26 februari 2016 släpptes singeln "Mamma" på Gamlestans Grammofonbolag, och den 29 april samma år kom Almsenius andra fullängdsalbum Hjärtat slår mot asfalten. Albumet nominerades i kategorin Årets Visa på Manifestgalan 2017.
I september 2016 släpptes en remix på Jenny Almsenius låt "Långsamt och snabbt". Remixen producerades av hiphopproducenten Albin "Nibla" Hallberg.
Den 25 augusti 2018 blev Jenny Almsenius och Erik Henebratt de första mottagarna av Cornelis Vreeswijksällskapets nyinstiftade pris för unga låtskrivare. Priset mottogs på Rival i Stockholm.
Kring jul 2020 släppte Jenny Almsenius tre singlar, två av dem var duetter; "Jul utan dig" med David Ritschard och "Ny chans nästa år" med Ellinor Brolin.

## Diskografi
Album
- 2011 – Sånt som brinner (Playground Music)
- 2016 – Hjärtat slår mot asfalten (Gamlestans Grammofonbolag/Border)[8]
- 2023 – Medan natten sänkte sin sammet – Jenny Almsenius sjunger Povel Ramel (Ladybird)

EP
- 2007 – Jenny Almsenius (egen utgivning)

Singlar
- 2016 – "Mamma" (Gamlestans Grammofonbolag)
- 2016 – "Långsamt och snabbt" (remix)
- 2020 - "Jul utan dig" med David Ritschard
- 2020 - "Ny chans nästa år" med Ellinor Brolin
- 2020 - "När du kommer hit"

## Utmärkelser och nomineringar
- Mariestads Visans Vänners Stipendium, 2006
- Finalist i Ted Gärdestadstipendiet, 2007
- Hallands Nyheters Kulturpris, 2009
- STIM-stipendium, 2011
- SKAP-stipendium, 2014[9]
- Nominerad i kategorin Årets Visa på Manifestgalan, 2017
- Cornelis Vreeswijksällskapets Skrivarpris, 2018[7]
- Hanne Juul-stipendiet, 2019[10]
- Olle Adolphson-stipendiet, 2024